# Železnaja pjata oligarchii
Železnaja pjata oligarchii (Железная пята олигархии) è un film del 1999 diretto da Aleksandr Baširov.

## Trama
Il film racconta di un uomo orgoglioso e forte che va a San Pietroburgo nella speranza di ristabilire la giustizia.